# 張越紅
张越红（1975年11月9日—），中國女排的主攻手，辽宁人，身高1.82米。 
张越红扣球高度最高達3.24米，攔網高度最高達3.10米。

## 团体三大賽榮譽
| 年份   | 世界大賽 (主辦國)                |
| ------ | -------------------------------- |
| 2002年 | 第14屆世界女排錦標賽殿軍 ( 德國) |
| 2003年 | 第9屆世界盃冠軍 ( 日本)          |
| 2004年 | 雅典奧運會冠軍 ( 希臘)           |

## 早年运动生涯
张越红的父母都不是练体育出身，母亲是普通的公司职员、父亲是电缆从业。14岁读初中二年级，身高1.75米，开始在沈阳市体校练习排球。被选拔进入辽宁省体校、辽宁省女排一线队，但身高最终定格在1.82米，不过弹跳能力出众，摸高达到3.24米。特长是国内罕有的高点扣球、超手扣杀能力，但一传与防守等后排保障能力不足，这种不够全面导致未能进入郎平主教练的中国女排。直至2000年悉尼奥运会前夕，才以25岁的高龄首次入选国家女排，但主教练胡进最终仍未把张越红带到悉尼参赛。在陈忠和女排，张越红一直占有主攻替补的席位。2002年釜山亚运会后张越红赴法国戛纳女排俱乐部打球。

## 2004年雅典奥运会女排夺冠
奥运会女排五场小组赛、四分之一决赛、半决赛共计7场比赛，主教练陈忠和一直用王丽娜担当首发主攻。29岁的老将张越红作为王丽娜的替补，绝大多数比赛时间是在替补席上，仅有很少的时间才能上场。决赛对俄罗斯女排，中国女排前2局以0比2落后。陈忠和用张越红换下了王丽娜。张越红打满了后三局。最终张越红强攻扣球拿下了金牌赛点。当时在决胜局中国女排14比11领先，握有三个赛点，随即被对手追了一分。陈忠和要了暂停，布置一攻如何拿下这一分。陈忠和指示一传到位就给副攻打时间差，背差；同时还要准备一攻打不死对方要打回合球。俄罗斯女队发球后，冯坤与张平打了个时间差的一攻，但被对手防起形成了进攻；杨昊在后排把球救起，周苏红垫调给4号位，张越红扣球再次被对手防起但不到位而没能形成进攻；这时在现场转播席担任直播解说的郎平喊出“给快攻”，但冯坤仍然坚决把球传给4号位，连续三个回合球都传给4号位的张越红，张越红第三次强攻斜线短距离扣杀直接“钉地板”拿下了这最后一分。张越红激动地拍地板庆祝获胜。

## 奥运之后的运动生涯
2008赛季加盟日本东丽女子排球俱乐部，获得日本女排联赛冠军，成为日本女排联赛历史上第二位获得“最有价值球员奖”的外国人。
未能入选2008年奥运会的中国女排。2009年底宣布退役。成为辽宁女排主教练。